# Вайола (Нью-Йорк)
Вайола (англ. Viola) — переписна місцевість (CDP) в США, в окрузі Рокленд штату Нью-Йорк. Населення — 8208 осіб (2020).

## Географія
Вайола розташована за координатами 41°7′53″ пн. ш. 74°4′54″ зх. д. / 41.13139° пн. ш. 74.08167° зх. д. (41.131517, -74.081692).  За даними Бюро перепису населення США в 2010 році переписна місцевість мала площу 6,94 км², з яких 6,94 км² — суходіл та 0,00 км² — водойми.

## Демографія
Згідно з переписом 2010 року, у переписній місцевості мешкало 6868 осіб у 1810 домогосподарствах у складі 1335 родин. Густота населення становила 990 осіб/км².  Було 1956 помешкань (282/км²).
Расовий склад населення:
| - 96,3 % — білих - 1,5 % — чорних або афроамериканців - 0,6 % — азіатів - 0,1 % — корінних американців - 1,0 % — осіб інших рас |

До двох чи більше рас належало 0,6 %. Частка іспаномовних становила 3,8 % від усіх жителів.
За віковим діапазоном населення розподілялося таким чином: 40,5 % — особи молодші 18 років, 46,1 % — особи у віці 18—64 років, 13,4 % — особи у віці 65 років та старші. Медіана віку мешканця становила 24,1 року. На 100 осіб жіночої статі у переписній місцевості припадало 96,0 чоловіків;  на 100 жінок у віці від 18 років та старших — 89,5 чоловіків також старших 18 років.
Середній дохід на одне домашнє господарство  становив 96 641 долар США (медіана — 63 977), а середній дохід на одну сім'ю — 125 697 доларів (медіана — 106 716). Медіана доходів становила 84 669 доларів для чоловіків та 35 260 доларів для жінок. За межею бідності перебувало 19,8 % осіб, у тому числі 29,2 % дітей у віці до 18 років та 8,6 % осіб у віці 65 років та старших.
Цивільне працевлаштоване населення становило 1990 осіб. Основні галузі зайнятості: освіта, охорона здоров'я та соціальна допомога — 39,7 %, фінанси, страхування та нерухомість — 15,0 %, науковці, спеціалісти, менеджери — 14,3 %.